# Cochran (Geórgia)
Cochran é uma cidade localizada no estado americano de Geórgia, no Condado de Bleckley.

## Demografia
Segundo o censo americano de 2000, a sua população era de 4455 habitantes.
Em 2006, foi estimada uma população de 4755, um aumento de 300 (6.7%).

## Geografia
De acordo com o United States Census Bureau tem uma área de
11,0 km², dos quais 10,6 km² cobertos por terra e 0,4 km² cobertos por água. Cochran localiza-se a aproximadamente 104 m acima do nível do mar.

## Localidades na vizinhança
O diagrama seguinte representa as localidades num raio de 28 km ao redor de Cochran.